# مسجد المتقين
مسجد المتقين هو المسجد الخامس في سنغافورة الذي بني في إطار صندوق بناء مساجد .

## التاريخ
مخطط المرحلة الأولى من البناء تم رسميا بحفل وضع حجر أساس المسجد من قِبل السيد سيد علي رضا السقوف في يوم التاسع والعشرين من شهر أبريل من عام 1979، وكان افتتح المسجد الرسمي في يوم الثاني من شهر سبتمبر من عام 1980 من قِبل الراحل السيد رحمة كناب، اسم المتقين يشير إلى أهل التقوى الذين هم على بينة من الله سبحانه وتعالى من أي وقت مضى، يقع المسجد في آنغ مو الشارع السادس في المنطقة الوسطى من سنغافورة، ويخدم المسجد سكان أنغ مو كيو والمناطق السكنية القريبة منه، يمكن للمسجد أن تستوعب ما يصل إلى 2,700 مصلي، وقد ذهب المسجد إلى أبعد من وظيفتها الدينية كمكان للعبادة، لتقديم عيادة الرعاية الصحية، وبالإضافة إلى ذلك فإنه يوفر أيضا المدارس الدينية وفصول رياض الأطفال .

## البناء
تم بناء مسجد المتقين في عام 1980 بتكلفة 1.83 مليون دولار سنغافوري، وكانت تكلفة الأرض تبلغ 268,775 دولار سنغافوري، وتكلفة تأثيث المسجد 200,000 دولار سنغافوري، بين عام 1987 وعام 1988 تم إضافة طابق جديد لإيجاد غرف لصفوف ما قبل المدرسة، ومع الأنشطة المتزايدة ومطالب لمزيد وجود فضاء لمسجد المتقين، فقد تم تجديد المسجد في عام 1998 وإضافة مستوى ثالث بتكلفة قدرها 2.6 مليون دولار سنغافوري .

## الأنشطة
بصرف النظر عن وجود المسجد في تمكين المسلمين من أداء الصلوات الخمس اليومية، إلا أنه يجرى فيه صلاة الجمعة وصلاة عيد الفطر وتؤدى فيه زكاة الفطر وصلاة عيد الأضحى، ويقدم مسجد المتقين للمجتمع نشر أحدث المعلومات من الهيئات الإسلامية في سنغافورة، المسجد أيضا يتلقى بشكل متكرر وفود من قوة شرطة سنغافورة والمدارس المجاورة والدبلوماسيين الأجانب، ويتم إعطائهم إحاطة كاملة عن الإسلام والمسلمين في سنغافورة، وبالإضافة إلى المدرسة الدينية التي يحتويها المسجد إلا أنه يجري دورات مثل قراءة القرآن الكريم وإعداد الزواج والحج و
العمرة، ويقوم المسجد بتوزيع الحصص الغذائية الأساسية مثل الأرز والزيت والسردين للأسر المحتاجة الذين يتم تسجيلهم لدى لجنة المسجد، بالإضافة إلى تقديم الدروس الدينية الحرة، المسجد أيضا ينفذ برامج مثل الخياطة والحرف اليدوية ودروس القراءة لتوفير المهارات اللازمة لمساعدة المسلمين وذلك لمساعدتهم على الخروج من دائرة الفقر، والمسجد تجري محادثات بشأن التثقيف الصحي ونمط الحياة الصحي كجزء من جهوده الرامية إلى تعزيز الوعي الصحي بين المسلمين .